# إليزابيث إتش. بوير
إليزابيث إتش. بوير (بالإنجليزية: Elizabeth H. Boyer)‏ (1952)؛ روائية أمريكية. درست في جامعة بريغام يونغ.